# Dragon Quest III
Dragon Quest III: The Seeds of Salvation (Japans: ドラゴンクエストＩＩＩ：そして伝説へ, ook wel Dragon Warrior III in de VS) is een computerspel dat werd ontwikkeld door Chunsoft en is uitgegeven door Enix (later Square Enix) op 10 februari 1988. Het rollenspel kwam later in 1996 uit voor de Super Famicom (Japanse SNES), maar later volgde ook andere platforms waaronder in 2014 Android en iOS. De speler speelt de held Loto en moet de wereld redden tegen aartsvijand Baramos. De speler moet de wereld rondreizen, op verschillende plaatsen stoppen en zijn weg zien te vinden naar Baramos.

## Platforms
| Jaar | Platform                      |
| ---- | ----------------------------- |
| 1988 | NES                           |
| 1996 | Super Famicom (SNES) (remake) |
| 2000 | Game Boy Color (remake)       |
| 2009 | Mobiel                        |
| 2011 | Wii                           |
| 2014 | Android & iOS                 |

## Ontvangst
| Beoordeeld door | Jaar | Platform       | Score |
| --------------- | ---- | -------------- | ----- |
| IGN             | 2001 | Game Boy Color | 100%  |
| Nintendo Land   | 2003 | SNES           | 99%   |
| NES Times       | 2007 | NES            | 90%   |
| Jeuxvideo.com   | 2011 | NES            | 90%   |
| RPGFan          | 2001 | Game Boy Color | 88%   |
| Quebec Gamers   | 2007 | NES            | 87%   |
| GamePro (US)    | 1991 | NES            | 80%   |
| All Game Guide  | 1998 | NES            | 80%   |
| GameSpot        | 2001 | Game Boy Color | 76%   |
| Random Access   | 2010 | Game Boy Color | 67%   |